# Lorenzo Acquarone
Lorenzo Acquarone (ur. 25 lutego 1931 w Ventimiglia, zm. 24 marca 2020 w Genui) – włoski prawnik i polityk. 
Urodzony w Ventimiglia, Acquarone ukończył prawo i został prawnikiem oraz wykładowcą uniwersyteckim. Jako członek Włoskiej Partii Ludowej został wybrany do Izby Deputowanych na trzy kadencje. W 2002 roku uczestniczył w tworzeniu nowego podmiotu politycznego o nazwie Margherita, ale we wrześniu 2003 zdecydował się opuścić partię, by przystąpić do Popolari UDEUR. 
27 grudnia 2007 Lorenzo został odznaczony Krzyżem Kawalerskim Orderu Zasługi Republiki Włoskiej. 
Acquarone zmarł 24 marca 2020 na COVID-19 w wieku 89 lat, podczas pandemii COVID-19 we Włoszech.